# Tre sorelle (monumento)
Le Tre sorelle (in russo Три Сестры?, Tri Sestry; in ucraino Три Сестри?, Try Sestry, in bielorusso Тры сястры?, Try siastry), ufficialmente Monumento dell'amicizia (in russo Монумент Дружбы?, Monument Družby; in ucraino Монумент Дружби?), è un monumento situato all'incrocio della triplice frontiera tra Bielorussia, Russia e Ucraina.
Inaugurato solennemente il 3 maggio 1975, la scultura in stile sovietico rappresenta l'amicizia dei popoli bielorusso, russo e ucraino.

## Storia
Il monumento è stato creato da rappresentanti delle tre regioni adiacenti (Gomel, Brjansk e Černihiv). Venne bandito un concorso interregionale per la migliore progettazione del monumento: il primo posto per il miglior progetto fu assegnato a L.A. Stukačev della regione di Gomel. L'ingegnere di Gomel V.G. Maksimovič e l'architetto di Černigov A.G. Meženny hanno partecipato allo sviluppo della versione finale. I bassorilievi sono stati realizzati dagli scultori di Kiev B.E. Klimuško e E.E. Gorban. Ha partecipato anche l'impianto di costruzione di macchine di Brjansk..
Dal 1975 al 2015 si svolse presso il monumento ogni anno, l'ultimo sabato di giugno, il Festival Internazionale dei Popoli Slavi "Unità slava".. Nel 2016 questa celebrazione non si è tenuta, mentre nel 2017 si è svolta nella città russa di Klincy (situata a circa 100 km dal monumento) e nel 2018 nella città bielorussa di Vetka..
Nel 2015 e nel 2016, venne organizzata da Dmitrij Erochin la corsa estiva delle Tre Sorelle, ultramaratona con atleti provenienti dai tre paesi di confine e partiti dalle rispettive capitali di Kiev, Minsk e Mosca in maniera da raggiungere contemporaneamente il memoriale..
Nel 2019 la Bielorussia ha effettuato la ricostruzione del monumento e il miglioramento del territorio adiacente.

## Descrizione
Situato su una collina al triplice punto di confine, si compone di tre alte steli bianche in cemento armato coronate con gli emblemi delle Repubbliche socialiste sovietiche bielorussa, russa e ucraina e cinte da un ampio anello di bronzo. I bassorilievi raffigurano pagine della storia comune dei tre popoli slavi.
Intorno al monumento vi è un raccordo stradale triangolare all'incrocio delle strade provenienti dai tre paesi. All'interno del bivio c'è un parco con vicoli fiancheggiati da betulle, abeti rossi e pioppi.